# La capannina (film 1957)
La capannina (The Little Hut) è un film del 1957 di Mark Robson.
È l'adattamento cinematografico dell'omonima commedia teatrale di André Roussin e Nancy Mitford. Nel cast Ava Gardner e Walter Chiari, che su questo set intrecciarono una storia fra le più celebri del gossip di ogni tempo. Il film è stato girato negli studi di Cinecittà.

## Trama
Un trio composto da un lord inglese, la moglie e l'amico di famiglia naufraga in un'isoletta disabitata. Di impianto teatrale, il plot procede per scenette tra i tre, il cui rapporto entra ben presto in crisi. A un certo punto, l'isola rivela di avere un quarto ospite, un improbabile selvaggio che si mette pure lui a fare la corte alla bella signora.